# Nationaal Park Cisbaikal
Nationaal Park Cisbaikal (Russisch: Прибайкальский национальный парк) is een nationaal park gelegen aan de zuidwestkust van het Baikalmeer in de oblast Irkoetsk van Rusland. De oprichting tot nationaal park vond op 13 februari 1986 plaats per decreet (№ 71/1986) van de Raad van Ministers van de Russische SFSR en heeft momenteel een oppervlakte van 4.172,97 km². Ook het eiland Olchon behoort tot Nationaal Park Cisbaikal. Bovendien maakt het nationaal park sinds 1996 deel uit van de UNESCO-werelderfgoedinschrijving «Baikalmeer».

## Doel van oprichting
In 1986 werd Nationaal Park Cisbaikal opgericht om het unieke karakter van de westkust van het Baikalmeer te behouden. Ook wordt speciale aandacht besteedt aan het beschermen van de archeologische vindplaatsen en flora en fauna van het gebied. Tegenwoordig is het combineren van ecotoerisme en natuurbescherming de grootste uitdaging voor het nationaal park.

## Kenmerken
Nationaal Park Cisbaikal strekt zich uit over een strook van ca. 470 km, langs de westkust van het Baikalmeer en omvat daarmee bijna een kwart van de gehele kustlijn van het Baikalmeer. Het is gevestigd op de oostelijke hellingen van het Primorjegebergte, het zuidelijke deel van het Olchinskojeplateau en het eiland Olchon. In het zuiden van het Baikalmeer, op het grondgebied van Nationaal Park Cisbaikal bevindt zich bovendien de uitloop van de machtige Angara. Cisbaikal ligt in de contactzone van de boreale taiga- en steppegordel. Daarnaast is er ook vanwege het reliëfverschil een grote variatie aan biotopen. Zo zijn er biotopen als rotskusten, rivierdalen, bossteppe, bergtaiga, subalpiene bossen, alpenweiden en bergtoendra te vinden. Dankzij deze verscheidenheid telt Cisbaikal ongeveer 1.400 hogere planten.

## Fauna
Het meest iconische zoogdier van het Baikalmeer, de baikalrob (Pusa sibirica), wordt aan de kust van Cisbaikal aangetroffen. Andere zoogdieren in het gebied zijn onder meer de steppebunzing (Mustela eversmanni), Siberische wezel (Mustela sibirica), sabelmarter (Martes zibellina), bruine beer (Ursus arctos), Siberisch ree (Capreolus pygargus), Siberische wapiti (Cervus canadensis sibiricus) en Siberisch muskushert (Moschus moschiferus). De weinig bekende olchonbergwoelmuis (Alticola olchonensis) is endemisch voor het eiland Olchon en de kleinere eilanden in de diepe zeestraat tussen Olchon en het vasteland. Een andere soort die op Olchon voorkomt is de langstaartgrondeekhoorn (Spermophilus undulatus).
Op het grondgebied van het nationaal park zijn meer dan 300 vogelsoorten waargenomen, waarvan er zeker 170 ook broeden. Een bijzondere broedvogel en icoon van het gebied is de keizerarend (Aquila heliaca). De keizerarend behoort tot de belangrijkste goden voor Boerjatische sjamanen in de Baikalregio. Ze broeden alleen op de bossteppen van Olchon en de omgeving van Olchon. Voor jufferkraanvogels (Anthropoides virgo), baardpatrijzen (Perdix dauurica) en sakervalken (Falco cherrug) is Cisbaikal de enige plaats rondom het Baikalmeer waar zij zich voortplanten.
De rivieren en meren van Cisbaikal worden bewoond door 25 vissoorten, waaronder zeer zeldzame soorten als Siberische steur (Acipenser baerii), baikalhouting (Coregonus migratorius) en taimen (Hucho taimen).

## Monumenten
Nationaal Park Cisbaikal is met afstand het best bezochte natuurgebied rondom het Baikalmeer en herbergt veel natuur- en culturele monumenten. 
- Het belangrijkste culturele monument is de rots Sjamanka op het eiland Olchon, die binnen het sjamanisme als heilig wordt beschouwd. Deze rots wordt ook vaak aangeduid als Kaap Boerchan en ligt direct ten noorden van de plaats Choezjir. Vier kilometer ten noorden van Choezjir bevinden zich zandstranden en joertenkampen die vooral 's zomers door lokale bewoners en toeristen worden bezocht. Verspreid op Olchon worden totempalen aangetroffen.[8]
- De rots aan de uitloop van de Angara wordt eveneens door sjamanen als heilig beschouwd wordt. Deze wordt Sjaman-kamen genoemd en is de enige rots die uitsteekt in de stroomversnelling van de Angara.[1]
- Een historische attractie is de Circum-Baikal-spoorweg, die door het nationaal park en langs de kust van het Baikalmeer loopt.[1][2] Deze spoorweg is meer dan 100 jaar geleden gebouwd en is nog in zijn oorspronkelijke staat aanwezig. De spoorweg kent een groot aantal tunnels, bruggen en viaducten.[1]
- Een interessant natuurmonument in het nationaal park is de Baklany kamen (Nederlands: Aalscholverrots), een rotsachtig eiland waar zich een grote kolonie aalscholvers (Phalacrocorax carbo) bevindt.[1] Deze rots is 160 meter uit de kust gelegen en bereikt een hoogte van ongeveer 15 meter.[9] In het zuiden van het nationaal park ligt nog een belangrijke plek voor klifbroedende vogels. In de buurt van station Sjaryzjalgaj, gelegen langs de Circum-Baikal-spoorweg, bevindt zich een circa 300 meter hoge klif waar Oost-Siberische meeuwen (Larus vegae) broeden.[10]

## Afbeeldingen

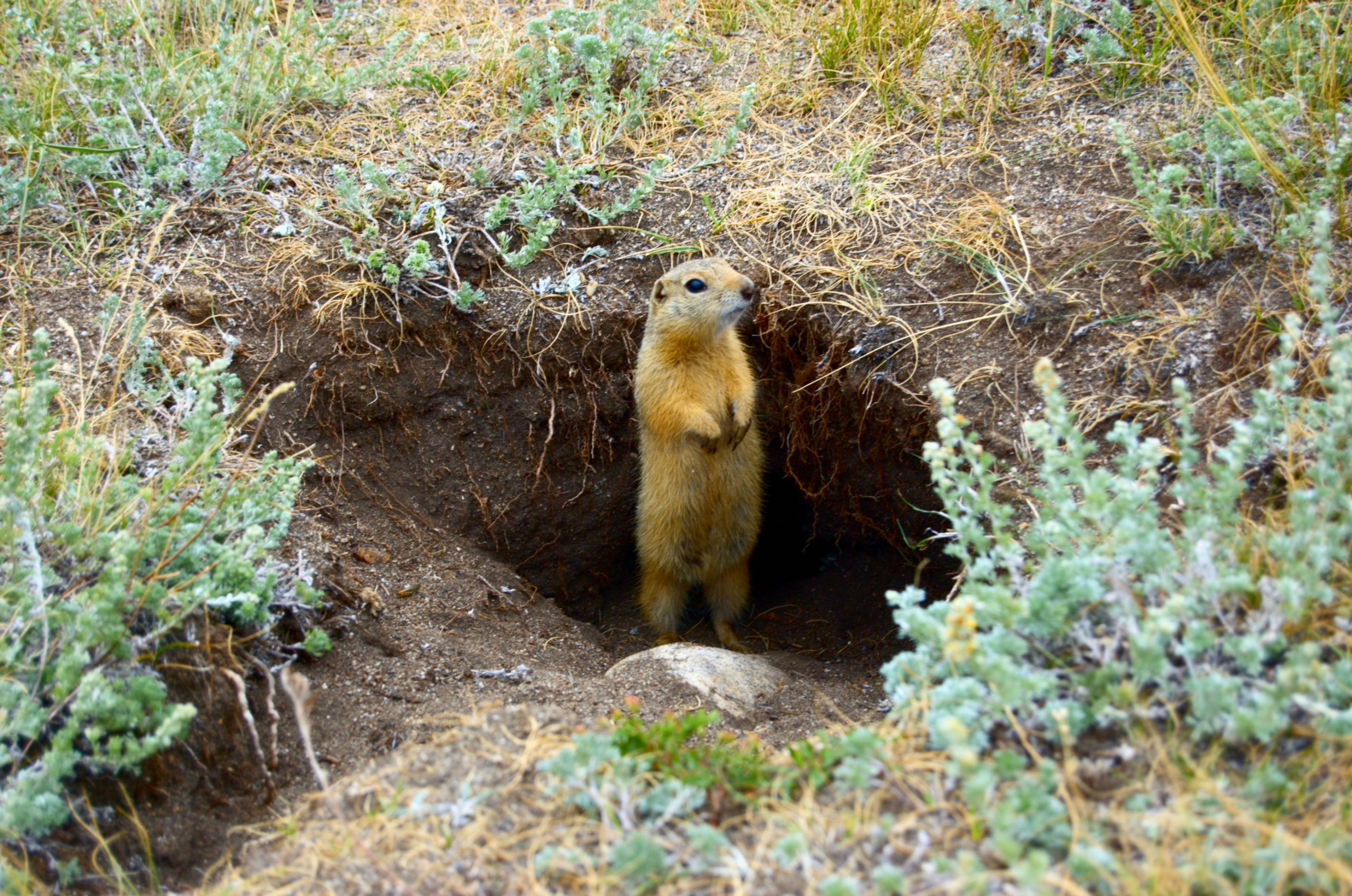
Langstaartgrondeekhoorn (Spermophilus undulatus) op het eiland Olchon.
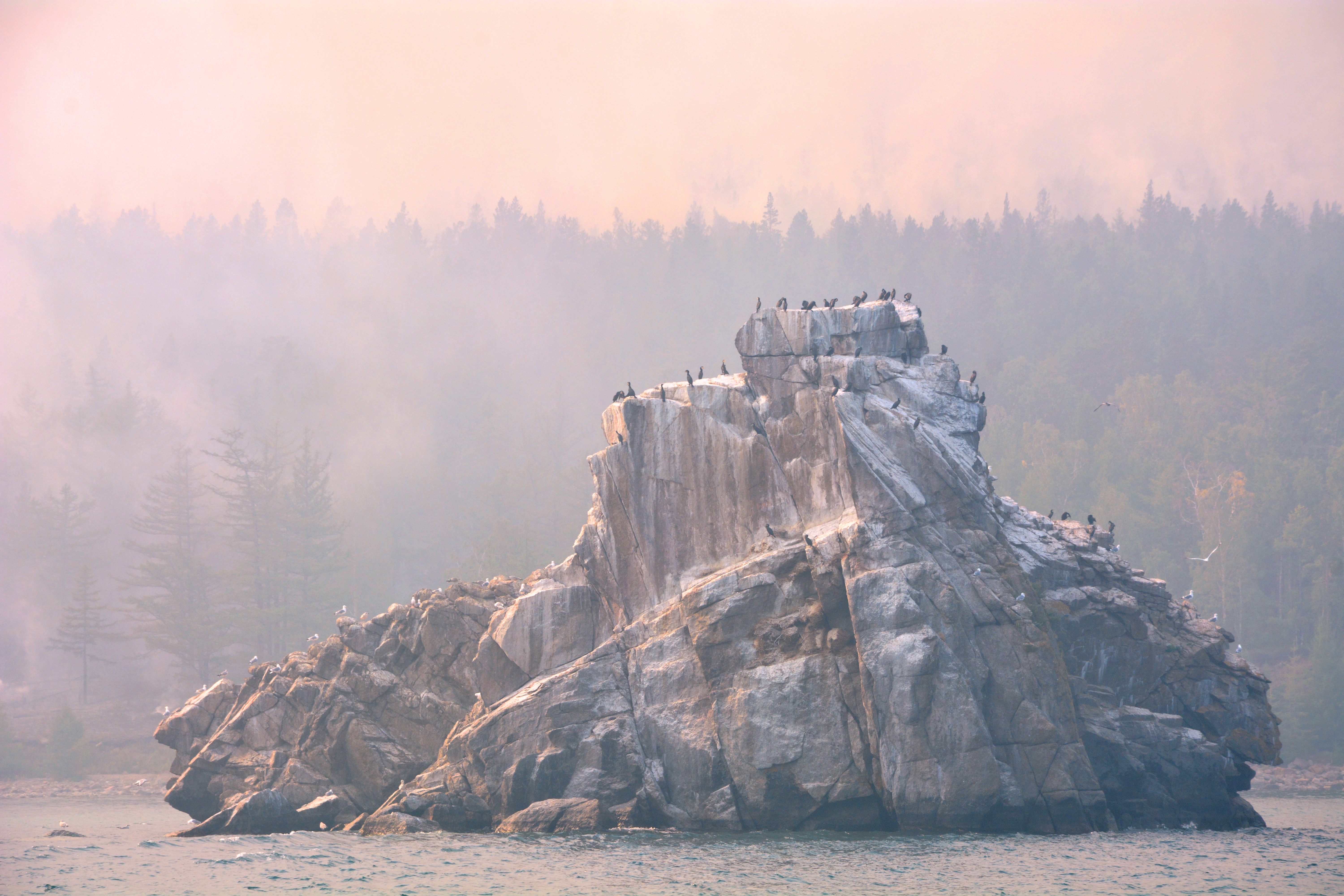
Het natuurmonument 'Baklany Kamen'.
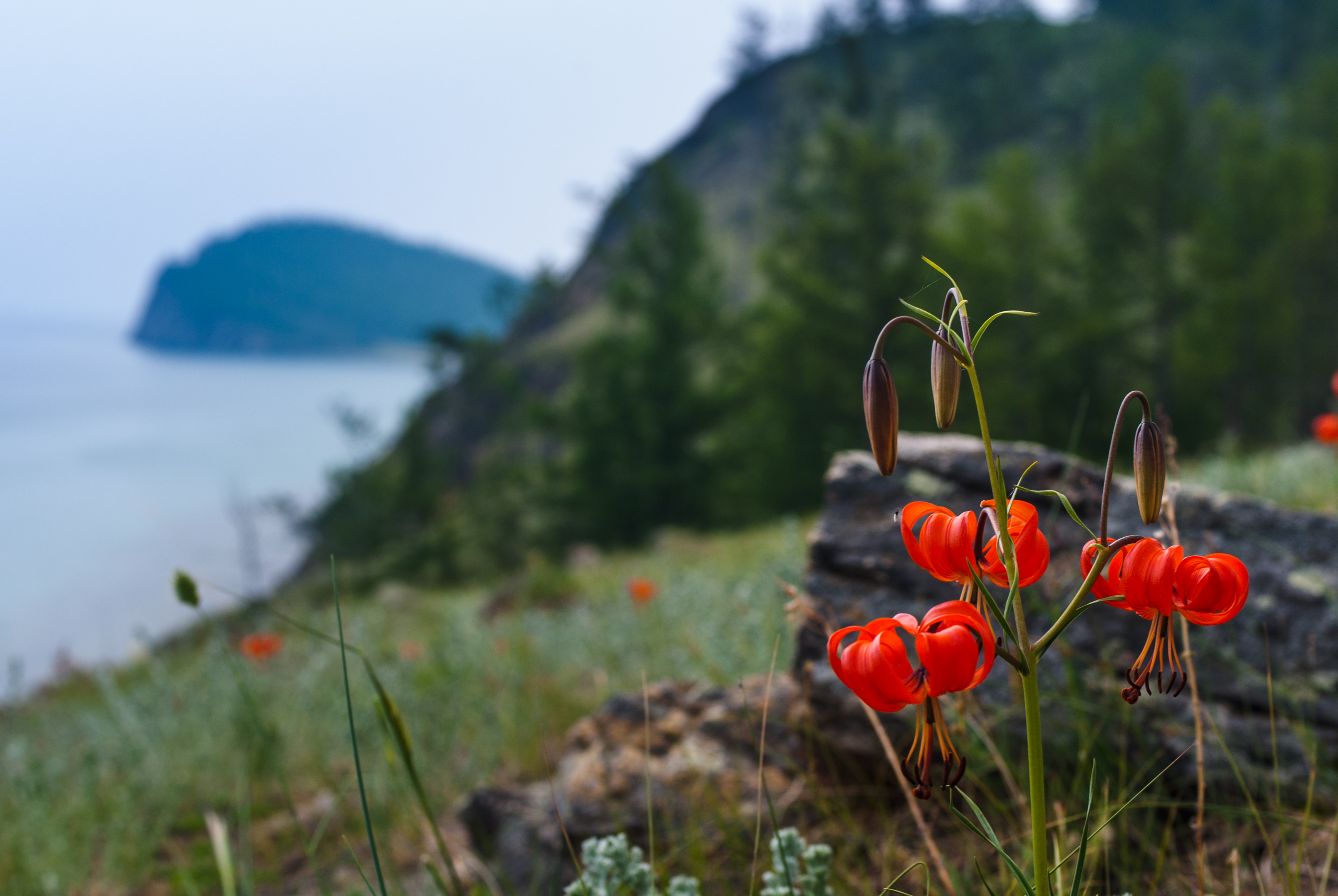
Lilium pumilum in het nationaal park.
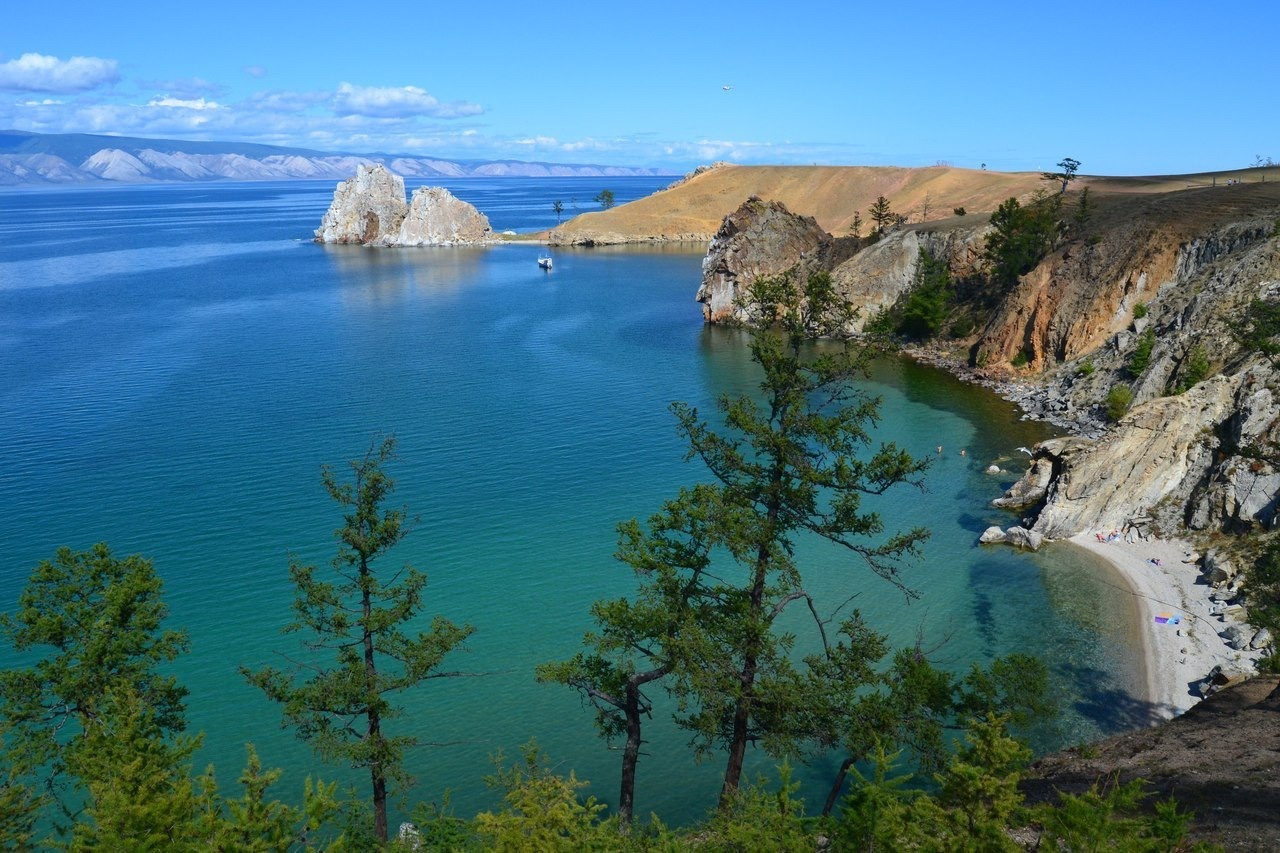
De heilige Sjamanka.
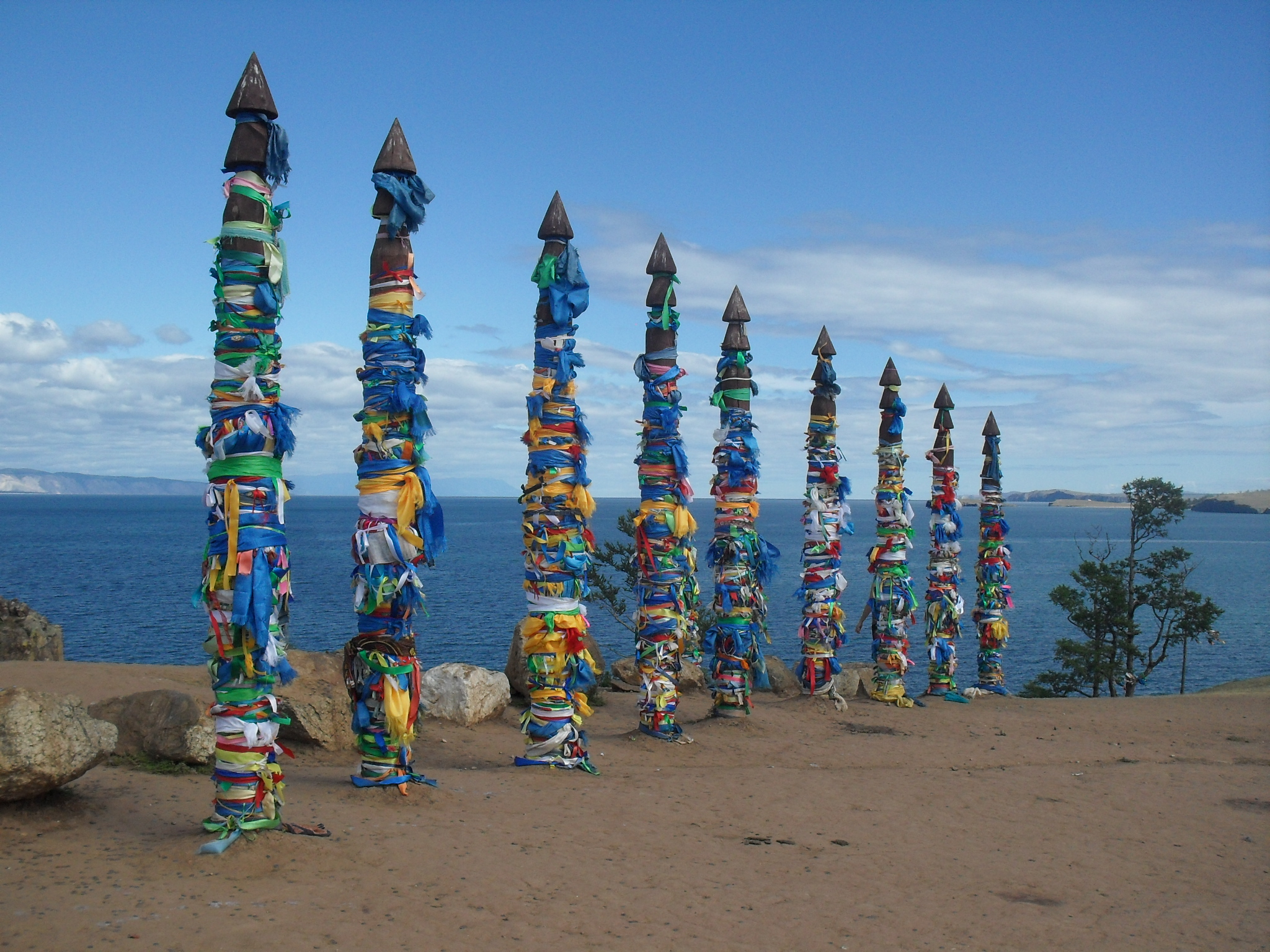
Totempalen op de Sjamanka.
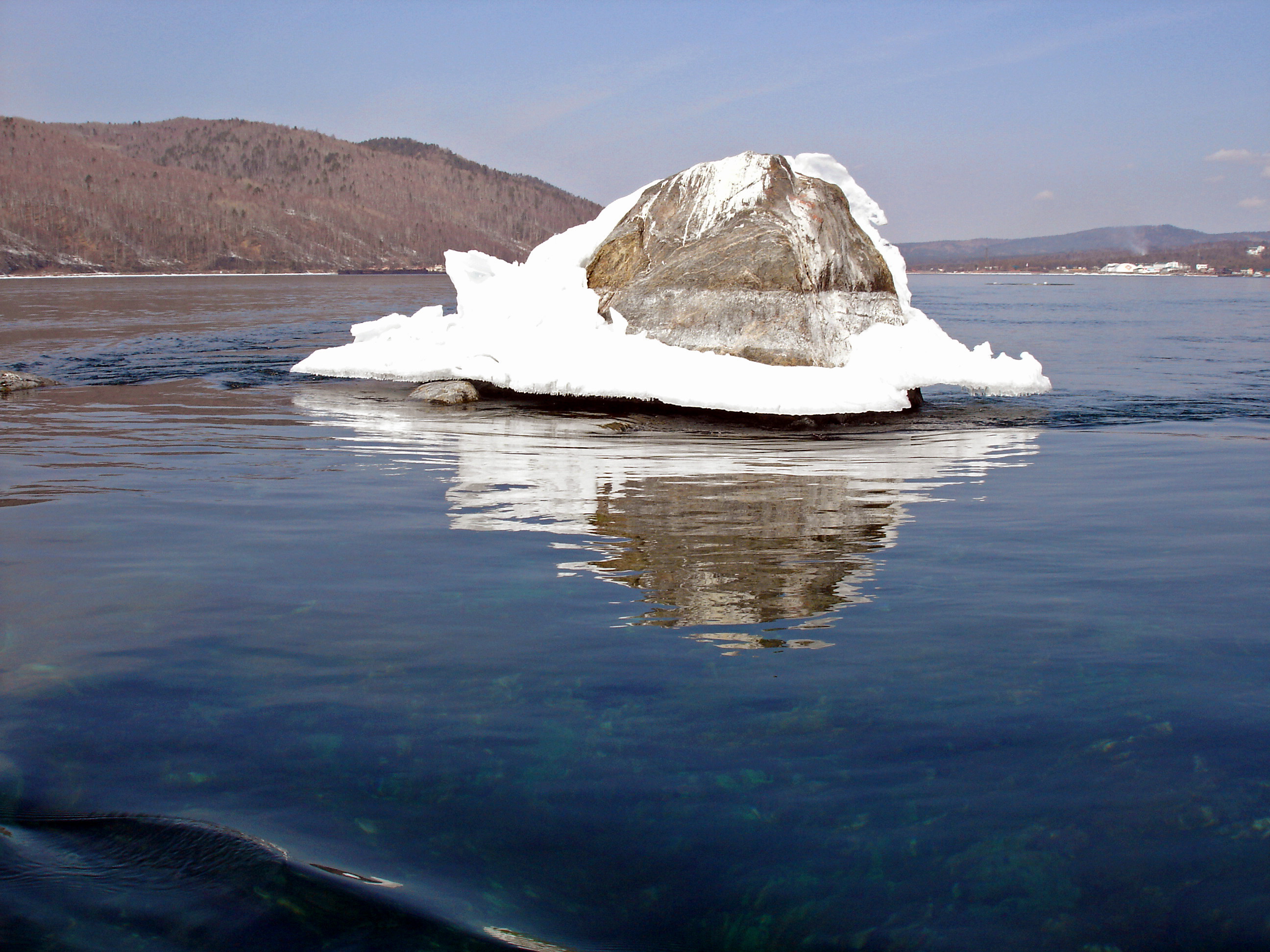
De heilige sjamanenrots in de uitloop van de Angara, in de buurt van de plaats Listvjanka.
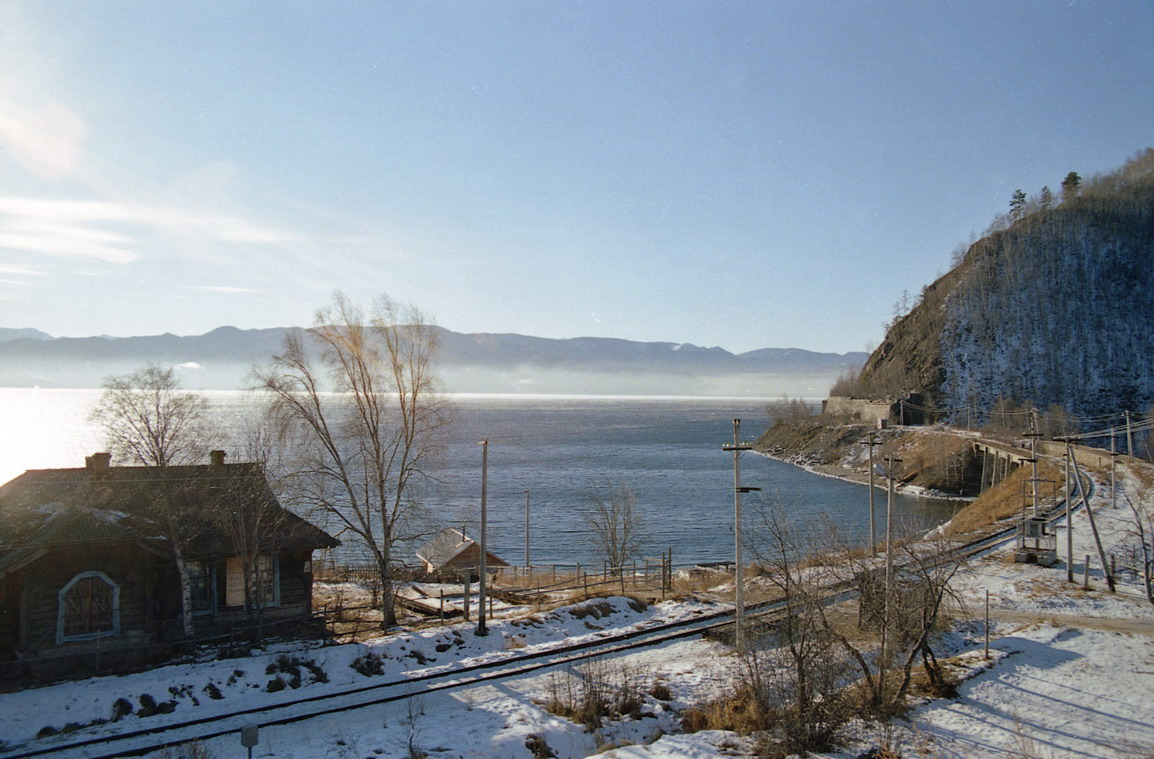
Circum-Baikal-spoorweg in de buurt van Angasolka in het uiterste zuidwesten van het nationaal park.

- Virtual International Authority File: 315163437